# Monte Meru (Tanzania)
Il Monte Meru è uno stratovulcano attivo della Tanzania, 70 km a ovest del Kilimanjgiaro.

## Caratteristiche
Il monte raggiunge quota 4.566 metri, ma ha perso parte della propria massa in una esplosione avvenuta in tempi remoti. L'ultima eruzione, di scarsa rilevanza, è avvenuta nel 1910. La quantità di crateri vulcanici nei dintorni del Meru fanno supporre che il vulcano abbia conosciuto in passato numerose esplosioni.
Il Meru si trova al centro dell'area naturale protetta del Parco nazionale di Arusha. È circondato dalla savana e coperto in parte di foresta. Sulle sue pendici vivono molti animali selvatici, incluse 400 specie di uccelli, scimmie e leopardi.

Carta topografica del monte Méru e del Kilimanjaro.

## Galleria d'immagini

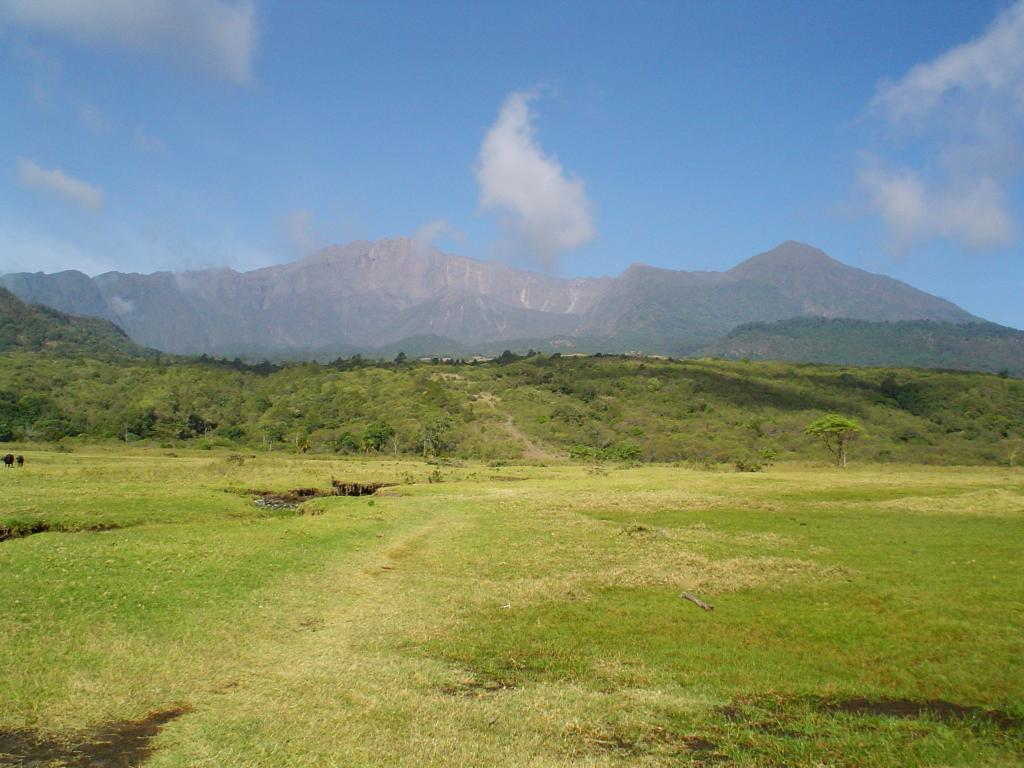
Vista del Meru dall'entrata del "Momella Wildlife Lodge"
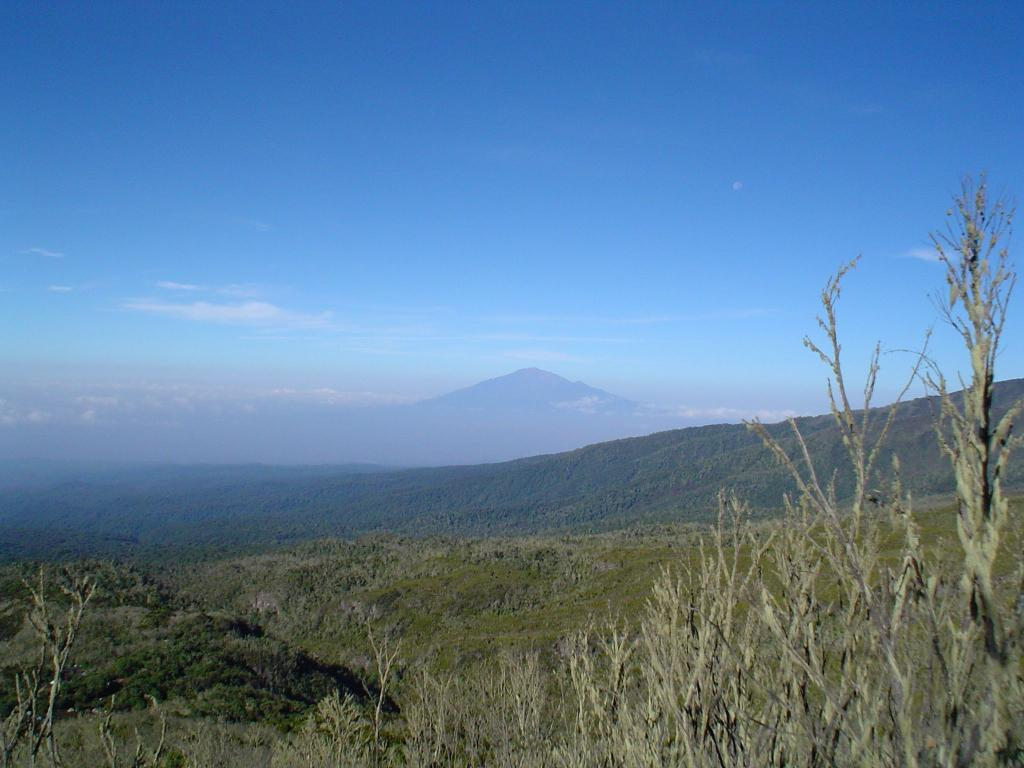
Vista del Meru dal Machame Hut
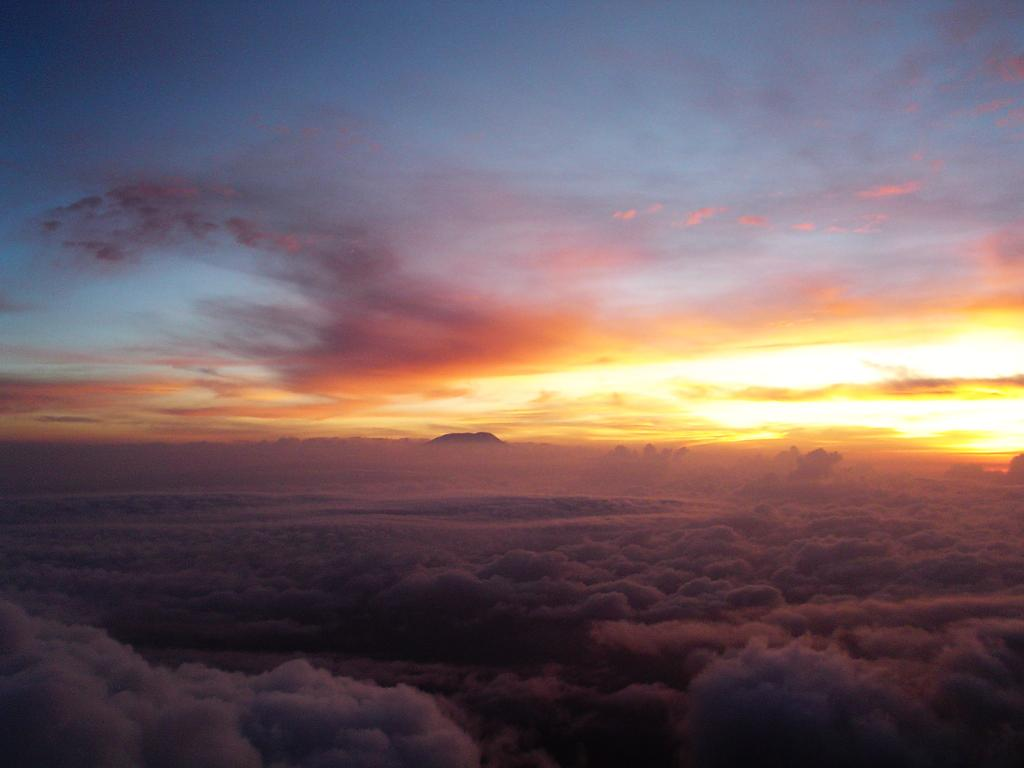
Alba sul monte Kilimangiaro, ripresa dal Meru
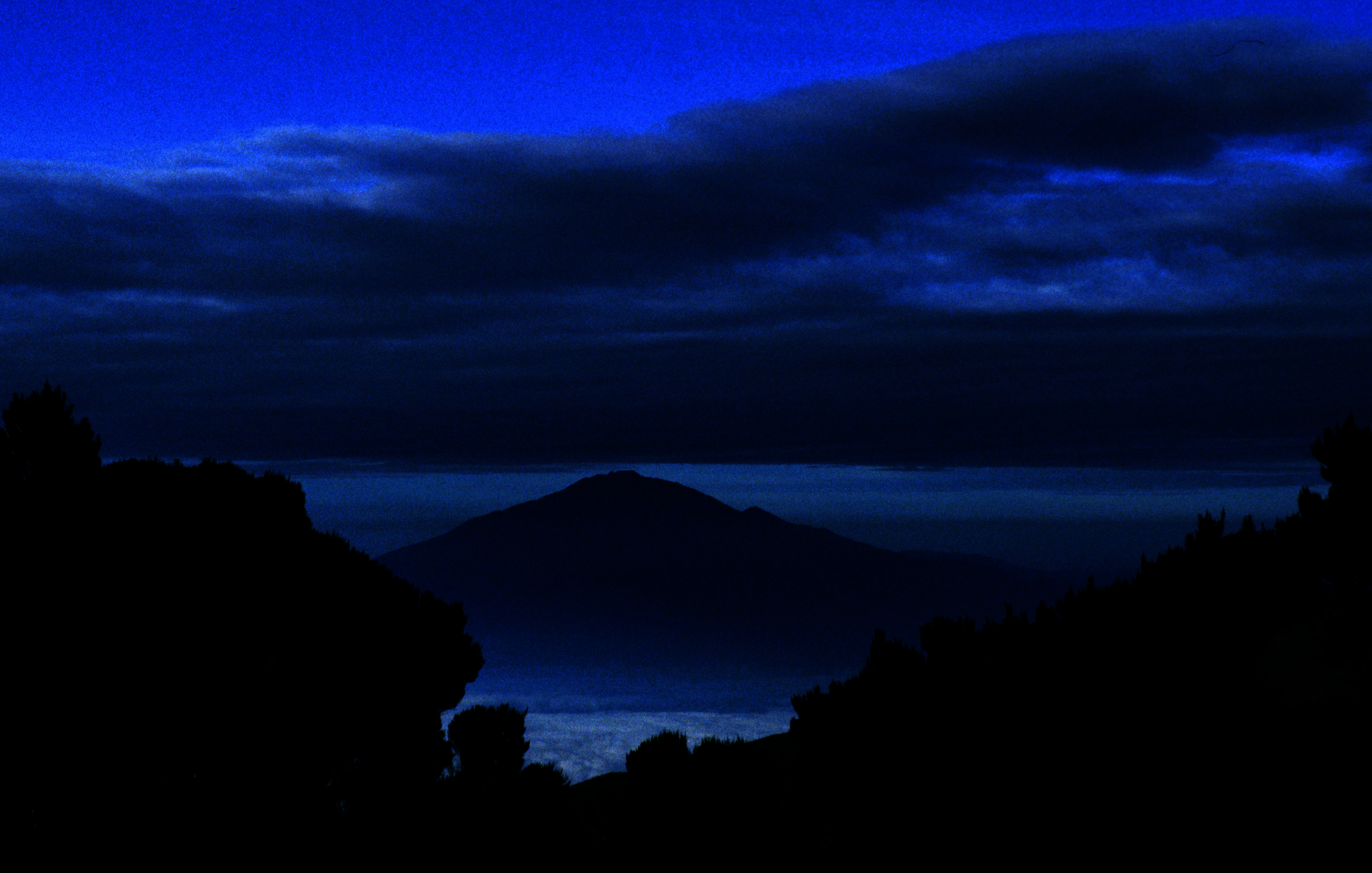
Vista del Meru dal Kilimangiaro